# Carefully Blended
Carefully Blended är en EP av skabandet Liberator, utgiven 1997 på Burning Heart Records. Den spelades in i Tambourine Studios i Malmö.

## Låtlista
1. "Girls I've Had" - 2:56
2. "The End" - 2:33
3. "Youth of Today" - 4:02
4. "Waste of Time" - 2:06
5. "The World's Finest War" - 3:28